# SPHL 2007/08
Die Saison 2007/08 war die vierte reguläre Saison der Southern Professional Hockey League. Die sieben Teams absolvierten in der regulären Saison je 52 Begegnungen. Das punktbeste Team der regulären Saison waren die Knoxville Ice Bears, die in den Play-offs außerdem zum zweiten Mal den President’s Cup gewannen.

## Teamänderungen
Folgende Änderungen wurden vor Beginn der Saison vorgenommen:
- Die Pee Dee Cyclones wurden nach Winston-Salem, North Carolina, umgesiedelt und änderten ihren Namen in Twin City Cyclones.

## Reguläre Saison

### Abschlusstabelle
Abkürzungen: GP = Spiele, W = Siege, L = Niederlagen, T = Unentschieden, OTL = Niederlage nach Overtime, GF = Erzielte Tore, GA = Gegentore, Pts = Punkte
|                         | GP | W  | L  | OTL | SOL | GF  | GA  | Pts |
| ----------------------- | -- | -- | -- | --- | --- | --- | --- | --- |
| Knoxville Ice Bears     | 52 | 32 | 16 | 1   | 3   | 199 | 169 | 68  |
| Jacksonville Barracudas | 52 | 30 | 17 | 2   | 3   | 201 | 167 | 65  |
| Fayetteville FireAntz   | 52 | 25 | 19 | 4   | 4   | 186 | 198 | 58  |
| Richmond Renegades      | 52 | 27 | 22 | 1   | 2   | 178 | 174 | 57  |
| Twin City Cyclones      | 52 | 24 | 22 | 4   | 2   | 168 | 186 | 50  |
| Columbus Cottonmouths   | 52 | 23 | 25 | 3   | 1   | 185 | 207 | 50  |
| Huntsville Havoc        | 52 | 23 | 27 | 0   | 2   | 195 | 211 | 48  |

### Beste Scorer
Abkürzungen: GP = Spiele, G = Tore, A = Assists, Pts = Punkte, PIM = Strafminuten
| Spieler          | Team                    | GP | G  | A  | Pts | PIM |
| ---------------- | ----------------------- | -- | -- | -- | --- | --- |
| Kevin Swider     | Knoxville Ice Bears     | 48 | 38 | 60 | 98  | 32  |
| Kahlil Thomas    | Jacksonville Barracudas | 51 | 30 | 45 | 75  | 62  |
| Daryl Moore      | Twin City Cyclones      | 52 | 28 | 44 | 72  | 30  |
| Tim Velemirovich | Fayetteville FireAntz   | 52 | 23 | 48 | 71  | 62  |
| Justin Keller    | Fayetteville FireAntz   | 52 | 30 | 40 | 70  | 40  |

## President’s-Cup-Playoffs
| President’s-Cup-Pre-Playoffs | President’s-Cup-Pre-Playoffs | President’s-Cup-Pre-Playoffs |   |                         | President’s-Cup-Halbfinale | President’s-Cup-Halbfinale | President’s-Cup-Halbfinale |  |  | President’s-Cup-Finale | President’s-Cup-Finale | President’s-Cup-Finale |
|                              |                              |                              |   |                         |                            |                            |                            |  |  |                        |                        |                        |
| 1                            | Knoxville Ice Bears          | 3                            |   |                         |                            |                            |                            |  |  |                        |                        |                        |
| 6                            | Columbus Cottonmouths        | 2                            |   |                         |                            |                            |                            |  |  |                        |                        |                        |
| 6                            | Columbus Cottonmouths        | 2                            | 1 | Knoxville Ice Bears     |                            |                            |                            |  |  |                        |                        |                        |
|                              |                              |                              | 1 | Knoxville Ice Bears     |                            |                            |                            |  |  |                        |                        |                        |
|                              |                              | Freilos                      |   |                         |                            |                            |                            |  |  |                        |                        |                        |
|                              |                              |                              |   |                         |                            |                            |                            |  |  |                        |                        |                        |
|                              |                              |                              |   |                         |                            |                            |                            |  |  |                        |                        |                        |
|                              |                              |                              |   |                         |                            |                            |                            |  |  |                        |                        |                        |
| 1                            | Knoxville Ice Bears          | 3                            |   |                         |                            |                            |                            |  |  |                        |                        |                        |
| 1                            | Knoxville Ice Bears          | 3                            |   |                         |                            |                            |                            |  |  |                        |                        |                        |
|                              | 2                            | Jacksonville Barracudas      | 0 |                         |                            |                            |                            |  |  |                        |                        |                        |
| 2                            | 2                            | Jacksonville Barracudas      | 0 | Jacksonville Barracudas | 2                          |                            |                            |  |  |                        |                        |                        |
| 2                            |                              |                              |   | Jacksonville Barracudas | 2                          |                            |                            |  |  |                        |                        |                        |
| 5                            | Twin City Cyclones           | 0                            |   |                         |                            |                            |                            |  |  |                        |                        |                        |
| 5                            | Twin City Cyclones           | 0                            | 2 | Jacksonville Barracudas | 2                          |                            |                            |  |  |                        |                        |                        |
|                              |                              |                              | 2 | Jacksonville Barracudas | 2                          |                            |                            |  |  |                        |                        |                        |
|                              | 3                            | Fayetteville FireAntz        | 1 |                         |                            |                            |                            |  |  |                        |                        |                        |
| 3                            | 3                            | Fayetteville FireAntz        | 1 | Fayetteville FireAntz   | 2                          |                            |                            |  |  |                        |                        |                        |
| 3                            |                              |                              |   | Fayetteville FireAntz   | 2                          |                            |                            |  |  |                        |                        |                        |
| 4                            | Richmond Renegades           | 0                            |   |                         |                            |                            |                            |  |  |                        |                        |                        |

## Vergebene Trophäen
| Auszeichnung                                                   | Spieler             | Team                    |
| -------------------------------------------------------------- | ------------------- | ----------------------- |
| Coach of the Year Bester Trainer                               | Rick Allain         | Jacksonville Barracudas |
| Most Valuable Player Bester Spieler der regulären Saison       | Kevin Swider        | Knoxville Ice Bears     |
| Scoring Leader Bester Scorer der regulären Saison              | Kevin Swider        | Knoxville Ice Bears     |
| Rookie of the Year Bester Rookie der regulären Saison          | Taylor Hustead      | Twin City Cyclones      |
| Defenseman of the Year Bester Verteidiger der regulären Saison | Dan Vandermeer      | Richmond Renegades      |
| Goaltender of the Year Bester Torhüter der regulären Saison    | Tim Haun            | Jacksonville Barracudas |
| President’s Cup Gewinner der Playoffs                          | Knoxville Ice Bears | Knoxville Ice Bears     |
| William B. Coffey Trophy Bestes Team der regulären Saison      | Knoxville Ice Bears | Knoxville Ice Bears     |